# Melhores do Ano de 2014
A 19.ª cerimônia de entrega dos Melhores do Ano, prêmio entregue pela emissora de televisão brasileira TV Globo aos melhores artistas da emissora referentes ao ano de 2014, que aconteceu no dia 20 de dezembro e foi transmitido no último domingo do ano, em 28 de dezembro, durante o Domingão do Faustão. A partir dessa edição, três novas categorias foram adicionadas, ator de série, atriz de série e repórter de jornalismo.
Desde 2007 a premiação é realizada em março de cada ano (elegendo os melhores do ano anterior), porém, em 2014 a premiação aconteceu duas vezes, em março premiando os melhores de 2013 e em dezembro premiando os melhores de 2014, além de três novas categorias terem sido acrescentadas.

## Resumo
| Programa              | Indicações | Prêmios |
| --------------------- | ---------- | ------- |
| Império               | 8          | 5       |
| Meu Pedacinho de Chão | 6          | 0       |
| Geração Brasil        | 5          | 1       |
| Amores Roubados       | 2          | 0       |
| Dupla Identidade      | 2          | 1       |
| Fantástico            | 2          | 0       |
| Jornal Hoje           | 2          | 1       |
| Tapas & Beijos        | 2          | 1       |
| Boogie Oogie          | 1          | 1       |
| Divertics             | 1          | 1       |
| Globo Esporte         | 1          | 1       |
| O Rebu                | 1          | 0       |
| Profissão Repórter    | 1          | 0       |
| Tá no Ar: a TV na TV  | 1          | 0       |
| Zorra Total           | 1          | 0       |

## Vencedores e indicados
- Os vencedores estão em negrito.

| Melhor Ator de Novela | Melhor Atriz de Novela |
| --- | --- |
| - Alexandre Nero - (José Alfredo em Império) - Murilo Benício - (Jonas em Geração Brasil) - Osmar Prado - (Epaminondas em Meu Pedacinho de Chão)         | - Cláudia Abreu - (Pamela em Geração Brasil) - Bruna Linzmeyer - (Juliana em Meu Pedacinho de Chão) - Lília Cabral - (Maria Marta em Império)   |
| Melhor Ator de Série ou Minissérie | Melhor Atriz de Série ou Minissérie |
| - Bruno Gagliasso - (Eduardo em Dupla Identidade) - Cauã Reymond - (Leandro em Amores Roubados) - Vladimir Brichta - (Armane em Tapas & Beijos)          | - Fernanda Torres - (Fátima em Tapas & Beijos) - Ísis Valverde - (Leandro em Amores Roubados) - Luana Piovani - (Dra. Vera em Dupla Identidade) |
| Melhor Ator Coadjuvante | Melhor Atriz Coadjuvante |
| - Aílton Graça - (Xana Summer em Império) - Lázaro Ramos - (Brian em Geração Brasil) - Luís Miranda - (Dorothy em Geração Brasil)                        | - Drica Moraes - (Cora em Império) - Andreia Horta - (Maria Clara em Império) - Marina Ruy Barbosa - (Maria Ísis em Império)                    |
| Melhor Ator Revelação | Melhor Atriz Revelação |
| - Chay Suede - (José Alfredo (jovem) em Império) - Irandhir Santos - (Zelão em Meu Pedacinho de Chão) - Jesuíta Barbosa - (Alain em O Rebu)              | - Josie Pessoa - (Eduarda em Império) - Chandelly Braz - (Manuela em Geração Brasil) - Paula Barbosa - (Gina em Meu Pedacinho de Chão)          |
| Melhor Ator/Atriz Mirim | Comédia |
| - Giovanna Rispoli - (Cláudia em Boogie Oogie) - Geytsa Garcia - (Pituca em Meu Pedacinho de Chão) - Tomás Sampaio - (Serelepe em Meu Pedacinho de Chão) | - Leandro Hassum - (Divertics) - Marcelo Adnet - (Tá no Ar: a TV na TV) - Rodrigo Sant'Anna - (Zorra Total)                                     |
| Melhor Cantor | Melhor Cantora |
| - Luan Santana - Lucas Lucco - Thiaguinho | - Claudia Leitte - Ivete Sangalo - Paula Fernandes                                                                                              |
| Melhor Apresentador de Jornalismo | Melhor Repórter de Jornalismo |
| - Evaristo Costa - (Jornal Hoje) - Renata Vasconcellos - (Fantástico) - Sandra Annemberg - (Jornal Hoje)                                                 | - Fernanda Gentil - (Globo Esporte) - Caco Barcellos - (Profissão Repórter) - Ernesto Paglia - (Fantástico)                                     |
| Música do Ano | |
| - "Diz pra Mim" - Malta - "Domingo de Manhã" - Marcos & Belutti - "País do Futebol" - MC Guimê                                                           | |

## Prêmios especiais
O Domingão do Faustão realizou sua 14.ª cerimônia anual do Troféu Mário Lago em 21 de dezembro de 2014, onde foi premiado:
| Troféu Mário Lago |
| ----------------- |
| Willian Bonner    |

## Apresentações
| Artista          | Música             |
| ---------------- | ------------------ |
| Marcos & Belutti | "Domingo de Manhã" |
| Malta            | "Diz pra Mim"      |
| MC Guimê         | "País do Futebol"  |
| Luan Santana     | "Cê Topa"          |
| Claudia Leitte   | "Dekolê"           |

## Informações
- Foi a primeira vez na história do Melhores do Ano que dois atores ganharam o prêmio por interpretar o mesmo personagem. Alexandre Nero ganhou como ator de novela por interpretar José Alfredo na segunda fase da novela Império e Chay Suede que interpretou o personagem na primeira fase, ganhou como ator revelação.

## Ausentes
- Evaristo Costa
- Irandhir Santos
- Luana Piovani
- Murilo Benício
- Renata Vasconcellos